# Clavactinia protecta
Clavactinia protecta är en nässeldjursart som först beskrevs av Peter Schuchert 1996.  Clavactinia protecta ingår i släktet Clavactinia och familjen Hydractiniidae. Inga underarter finns listade i Catalogue of Life.